# Panthalis aurorae
Panthalis aurorae är en ringmaskart som först beskrevs av Grube 1876.  Panthalis aurorae ingår i släktet Panthalis och familjen Acoetidae. Inga underarter finns listade i Catalogue of Life.